# Mason Dye
Pour les articles homonymes, voir Dye.
Mason Dye est un acteur américain, né le 15 juillet 1994 à Shawnee en Oklahoma. Il se fait connaître grâce à son rôle de Christopher dans le téléfilm Les Enfants du péché.

## Biographie

### Enfance et formations
Mason Dye naît le  15 juillet 1994 à Shawnee en Oklahoma et, sans quitter l'état, grandit à Ada avec son frère Preston et sa sœur Taylor, chanteuse connue dans le tandem de country baptisé Maddie and Tae.

### Carrière
En 2013, Mason Dye commence sa carrière dans la série télévisée intitulée Journal intime d'une Cheerleader (Secret Diary of an American Cheerleader), mais ce n'est qu'en 2014, le téléfilm Les Enfants du péché (Flowers in the Attic) de Deborah Chow le révèle au public dans le rôle de Christopher Dollanganger, aux côtés de Kiernan Shipka, Heather  Graham, et Ellen Burstyn. La même année, il joue trois épisodes dans la série Review dans le rôle de Tyler et quatre épisodes dans Teen Wolf, incarnant le personnage Garrett.
En 2015, il interprète le personnage Victor pour le téléfilm Famille décomposée (My Stepdaughter) de Sofia Shinas, ainsi que neuf épisodes dans Finding Carter dans le rôle de Damon. Côté musique, même année, il rejoint sa jeune sœur Taylor Dye, alors chanteuse du tandem de country baptisé Maddie and Tae, pour apparaître dans le clip musical Shut Up and Fish.
En 2016, il joue Tyler Evans dans le film dramatique Natural Selection de Chad Scheifele, aux côtés  de Katherine McNamara. Il interprète Josh Jackson dans le film d'action Vanished: Left Behind - Next Generation de Larry A. McLean, avec Amber Frank et Dylan Sprayberry. Il apparaît dans les 9 épisodes du sitcom Roommates.
En 2017, il tient le rôle of Bruce Kane dans le téléfilm Dans les griffes de mon sauveur (Stalker's Prey) de Colin Theys, sur Lifetime. Il apparaît dans le téléfilm d'horreur Truth or Dare de Nick Simon, sur SyFy.
En 2018, il devient l'enfant disparu qui réapparaît dans la vie familiale dans le téléfilm Es-tu mon fils ? (The Wrong Son) de Nick Everhart , sut Lifetime.
En 2019, il incarne le rôle de Tom dans 9 épisodes des cinquième et sixième saisons de la série Harry Bosch, adaptée des romans policiers de Michael Connelly, jusqu'en 2020.
En 2022, il apparaîtra dans la quatrième saison de la série Stranger Things, dans le rôle de Jason Carver.

## Filmographie

### Longs métrages
- 2013 : Adventures of Bailey: A Night in Cowtown de Steve Franke : Marc
- 2016 : Natural Selection de Chad Scheifele : Tyler Evans
- 2016 : Vanished: Left Behind - Next Generation de Larry A. McLean : Josh Jackson

### Téléfilms
- 2014 : Les Enfants du péché (Flowers in the Attic) de Deborah Chow : Christopher Dollanganger
- 2015 : Natural Selection de Chad L. Scheifele : Tyler Evans
- 2015 : Famille décomposée (My Stepdaughter) de Sofia Shinas : Victor
- 2017 : Dans les griffes de mon sauveur (Stalker's Prey) de Colin Theys :  Bruce Kane
- 2017 : Truth or Dare de Nick Simon : Tyler Pemhardt
- 2018 : Es-tu mon fils ? (The Wrong Son) de Nick Everhart : Matt

### Séries télévisées
- 2013 : Journal intime d'une Cheerleader (Secret Diary of an American Cheerleader) : Brandon (8 épisodes)
- 2014 : Review : Tyler (saison 1, épisode 7 : Revenge; Getting Rich; Aching)
- 2014 : Teen Wolf : Garrett (4 épisodes)
- 2015 : Finding Carter : Damon (9 épisodes)
- 2016 : Major Crimes : Eric Hayes (saison 5, épisode 9 : Family Law)
- 2016 : Roommates : Mason (6 épisodes)
- 2019-2020 : Harry Bosch : Tom (9 épisodes)
- 2019 : Les Goldberg (The Goldbergs) : Rick Kentwood (saison 7, épisode 4 : Animal House)
- 2022 : Stranger Things : Jason Carver (saison 4)

Prochainement
- n/a : Lockwood : Liam Cummings
- 2026 : The Boys : Bombsight